# Quincy (Ohio)
Quincy ist ein Village im Logan County, Ohio, Vereinigte Staaten. Im Jahr 2020 hatte die Ortschaft 536 Einwohner. Der Ort liegt in der Miami Township im Südwesten des Countys. Benannt ist er nach dem sechsten Präsidenten John Quincy Adams benannt.

## Geographie
Quincys geographische Koordinaten lauten 40° 18′ N, 83° 58′ W (40,297577, −83,970111).
Nach den Angaben des United States Census Bureaus hat das Village eine Gesamtfläche von 2,9 km², wobei es keine nennenswerten Gewässer gibt. Mit Ausnahme eines kleinen Bereiches im Nordosten, wo die nördliche Grenze durch den Great Miami River markiert wird, bildet Quincy ein Quadrat.
State Route 235 führt als Carlisle Street in Nord-Süd-Richtung durch Quincy. Direkt südlich der Gemarkung Quincys befindet sich an der Kreuzung mit State Route 235 das östliche Ende der State Route 706. Außerdem kreuzen sich in Quincy Bahnstrecken der früheren Eisenbahngesellschaften New York Central Railroad und Detroit, Toledo and Ironton Railroad.

## Demographie
Zum Zeitpunkt des United States Census 2000 bewohnten Quincy 734 Personen. Die Bevölkerungsdichte betrug 250,8 Personen pro km². Es gab 273 Wohneinheiten, durchschnittlich 93,3 pro km². Die Bevölkerung Quincys bestand zu 98,23 % aus Weißen, 0,14 % Schwarzen oder African American, 0,14 % Native American, 0,14 % Asian, 0,14 % Pacific Islander, 0 % gaben an, anderen Rassen anzugehören und 1,23 % nannten zwei oder mehr Rassen. 0,68 % der Bevölkerung erklärten, Hispanos oder Latinos jeglicher Rasse zu sein.
Die Bewohner Quincys verteilten sich auf 256 Haushalte, von denen in 44,9 % Kinder unter 18 Jahren lebten. 60,2 % der Haushalte stellten Verheiratete, 11,3 % hatten einen weiblichen Haushaltsvorstand ohne Ehemann und 21,9 % bildeten keine Familien. 18,8 % der Haushalte bestanden aus Einzelpersonen und in 7,8 % aller Haushalte lebte jemand im Alter von 65 Jahren oder mehr alleine. Die durchschnittliche Haushaltsgröße betrug 2,87 und die durchschnittliche Familiengröße 3,28 Personen.
Die Bevölkerung verteilte sich auf 33,5 % Minderjährige, 8,3 % 18–24-Jährige, 28,2 % 25–44-Jährige, 20,4 % 45–64-Jährige und 9,5 % im Alter von 65 Jahren oder mehr. Das Durchschnittsalter betrug 31 Jahre. Auf jeweils 100 Frauen entfielen 101,1 Männer. Bei den über 18-Jährigen entfielen auf 100 Frauen 98,4 Männer.
Das mittlere Haushaltseinkommen in Quincy betrug 31.250 US-Dollar und das mittlere Familieneinkommen erreichte die Höhe von 36.375 US-Dollar. Das Durchschnittseinkommen der Männer betrug 31.607 US-Dollar, gegenüber 23.750 US-Dollar bei den Frauen. Das Pro-Kopf-Einkommen belief sich auf 14.808 US-Dollar. 14,9 % der Bevölkerung und 11,0 % der Familien hatten ein Einkommen unterhalb der Armutsgrenze, davon waren 16,8 % der Minderjährigen und 5,1 % der Altersgruppe 65 Jahre und mehr betroffen.